# 羅賓·科赫
羅賓·科赫（德語：Robin Koch；1996年7月17日—），德國足球運動員，現効力德甲球隊法兰克福，德國國家足球隊成員，司職中後衛。

## 俱樂部生涯
1996年7月17日，科赫出生在凱澤斯勞滕。科赫的青訓生涯也開始於凱撒勞頓。2001年，年僅5歲的科赫加入了凱澤斯勞滕青訓營，直到2003年隨著父親的轉會離開凱澤斯勞滕。2003年科赫加入了低級別聯賽SV多巴赫的青訓營，這也是他的父親後來執教的球隊。2009年，科赫加入了父親的老東家特里爾的青訓營。
14/15賽季，科赫代表特里爾在第四級別的西南地區聯賽中出場開始了自己的職業生涯，首秀時年僅18歲兩個月零5天。在這個賽季中，科赫代表特里爾一線隊出場了25次，代表二隊出場8次，除了兩次因為被罰下場離場，在其他比賽中都打滿了全場。2015年夏窗，合同到期的科赫離開了球隊，免簽重返凯泽斯劳滕。重返凯泽斯劳滕，科赫從二隊開始，繼續在第四級別的西南地區聯賽中徵戰。15/16賽季，作為主力邊後衛的科赫表現出色。他是一個能夠在左右兩邊都能有出色表現的球員，整個賽季為凱澤斯勞滕二隊出場24次，場場首發並打滿全場。16/17賽季，由於在二隊的表現，他被提拔到一隊出任主力中衛。這個賽季他代表凱澤斯勞滕出場了24次，幫助凱澤斯勞滕得保級成功。
2017年8月22日，科赫以400萬的身價加盟弗萊堡，與球隊簽約五年。2017年10月22日，17/18賽季德甲第9輪主場對柏林赫塔，第85分鐘科赫替補菲利普·林哈特登場上演德甲首秀。從之後的第10輪開始，科赫得到了主力位置，取代了因傷缺陣，從皇家馬德里租借而來的奧地利中衛菲利普·林哈特。2018年1月13日德甲第18輪客場對法蘭克福，改打後腰的科赫在下半程開始後的第一場比賽就取得了進球，而他的德甲首球幫助球隊得以1-1戰平。18/19賽季，科赫在克里斯蒂安·斯特賴希手下依然是球隊的主力，雖然遭遇了傷病影響，但出場了25場比賽。
效力弗賴堡的3個賽季中，科赫都是球隊的防守主力，共為球隊於聯賽上陣了82場，取得了4個進球及作出了1次助攻，結果英超球隊列斯聯以1300萬英鎊簽下他。

## 國家隊生涯
2019年夏天，科赫以替補身份隨德國U21贏得U21歐洲國家盃亞軍。2019年10月，他首次入選德國國家足球隊，並在2比2打平阿根廷的友誼賽中首發上演處子秀。

## 外部連結
- Soccerway資料庫：羅賓·科赫
- fussballdaten.de：羅賓·科赫之統計數據 （德文）